# Storia di Colorno

La storia di Colorno (di cui si ha qualche informazione certa) inizia nel 1004.
Il nome Colorno, come si nota nello stemma ufficiale del paese, approvato dal duca di Parma Ferdinando di Borbone, deriva inizialmente dalla parola "ornis".
(Dall'archivio storico comunale, Deliberazioni della Comunità, 7 giugno 1790)
Il nome di Colorno compare per la prima volta in un documento del novembre 953 e in seguito in un atto del 1004, sottoscritto da "Albertus Caputlurniensis", che concedeva alla chiesa locale un mulino posto sul canale Lorno proprietà del Vescovo di Parma. Il paese si trovava allora alla confluenza fra i torrenti Lorno e Parma. Il primo feudatario di Colorno fu quindi il Vescovo di Parma attraverso il Capitolo della Cattedrale, che verso la metà del Duecento lo vendette al Comune di Parma, che lo acquistò per farne uno strategico avamposto che, fortificato a dovere, avrebbe efficacemente protetto Parma dagli attacchi provenienti da nord.
Gli storici, infatti, ci ricordano che Colorno fu una delle poche città a resistere all'avanzata di Federico II nel 1247, giunto a Parma per punire il Comune per essere passato dalla parte guelfa. Essi infatti nella notte, si spinsero lungo il corso della Parma fino al campo nemico; fu proprio qui che ingombrarono il letto del torrente con terra e pezzi di legno: la Parma fece il resto, si ingrossò, esondò e sbaragliò il nemico.
Ma i colornesi, tuttavia, furono anche sopraffatti più volte dalle forze della natura, e infatti fu proprio all'indomani di un pauroso incendio e dell'alluvione seguente, che Colorno venne ricostruito, questa volta però sul lato destro della Parma, intorno alla nuova fortificazione costruita da Azzo da Correggio nel 1337.
Gian Galeazzo Visconti, il 29 luglio 1402, con proprio diploma investì i fratelli Ottobuono de' Terzi, Giacomo Terzi e Giovanni, del castello di Colorno, Rocham de Colurnio,, già intestato a Giberto da Correggio, morto senza discendenza.
Dopo la morte di Ottobuono, nella primavera del 1409, i fratelli superstiti, Giacomo e Giovanni, fecero del castello di Colorno un baluardo per resistere all’avanzata delle truppe Niccolò III d'Este. I Terzi, conservando la rocca, cedettero il borgo e la cerchia esterna alla Repubblica di Venezia rimasta loro alleata e protettrice che vi insediò una forte guarnigione. Il 29 settembre il condottiero Uguccione dei Contrari, al soldo dell’Estense, tentò l’assalto al castello ma dovette rinunciare, respinto dai Veneziani.. Colorno divenne allora una base dei Terzi per lanciare rappresaglie e ruberie nel Parmigiano. Il primo d’ottobre, incoraggiato dalla complicità dei Veneziani, Giovanni Terzi lanciò una nuova sortita dal castello per depredare con le sue squadre le terre di Sorbolo, Lentigione, Enzano, Bersagna, Frassinara, Ravadese, Pizzolese, Sant'Andrea e Pietra Baldana catturando inoltre diversi prigionieri per chiederne un riscatto, e arrivando fin sotto le mura di Parma. L’esasperazione della città allora crebbe al punto che fu inviata una delegazione di cittadini a Niccolò III d’Este per reclamare il suo intervento. Fu subito pubblicato un bando che ordinava a tutti i proprietari di beni a Colorno di rifugiarsi le famiglie con l’obbligo di restarvi sino a quando ai Terzi non fosse stato tolto il castello. Pochi giorni dopo, uno dopo l’altro, prima Giovanni a Borgo San Donnino, e quindi pochi giorni appresso Giacomo, a Fiorenzuola d'Arda,  finirono catturati e trucidati.
I discendenti dei Terzi dovevano tornare signori di Colorno vent’anni dopo. Nel 1430 Filippo Maria Visconti, volendo premiare per i meriti conquistati sui campi di battaglia e altresì per il suo valore e lealtà di consigliere ducale Niccolò de' Terzi, il Guerriero, figlio di Ottobuono, gli assegnò i feudi di Guardasone, Montelungo e Colorno..
Il 26 ottobre 1440 il Duca di Milano rinnovò la concessione in feudo a Niccolò il Guerriero di Colorno.
Michele Daverio scrive nelle sue ”Memorie” che Filippo Maria Visconti, “pure volle premiar alcuni di quelli Condottieri d'armi che dal canto loro non avevan mancato di attaccamento e valore […] Infine concedette alli 26 ottobre 1440 anche al magnifico Nicolao Guerrero la terra di Colorno nel Parmigiano.”
Il dominio di Niccolò il Guerriero durò sino all’autunno 1449 quando il ducato di Milano cadde in potere di Francesco Sforza, figlio di Muzio Attendolo, l’assassino del padre Ottobuono. Dopo aver tentato una disperata resistenza, arrivando a mettere a disposizione come basi belliche di supporto le sue munitissime rocche di Colorno a Guardasone al re di Napoli, Alfonso V d'Aragona, pretendente alla successione al Ducato in virtù del testamento a suo favore rogato da Filippo Maria Visconti dovette infine arrendersi. Caduta Guardasone assediata da Alessandro Sforza, in fatale ritardo gli aiuti militari promessi dall’Aragonese, Niccolò rifugiato nel castello di Colorno, aveva inviato in salvo la moglie Ludovica e i figli a Mantova. Pochi giorni dopo, accompagnato da un gran stuolo di suoi cavalieri e armigeri, anche Niccolò de' Terzi, il Guerriero lasciava definitivamente le terre e il castello Colorno, per essere accolto presso l’amica corte del marchese Ludovico III Gonzaga.
Nel 1458 lo Sforza, duca di Milano, assegnò Colorno al nipote Roberto Sanseverino e rimase in possesso dei suoi discendenti fino al 1612, quando passò alla Camera Ducale di Parma retta dai Farnese, che vennero in possesso del nuovo Ducato di Parma e Piacenza creato da Papa Paolo III Farnese nel 1545.

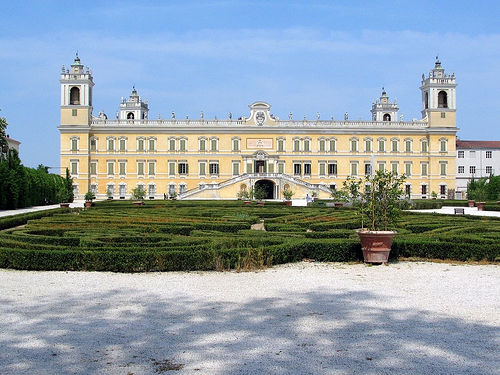
Reggia Ducale

La famiglia Sanseverino contribuì all'espansione di Colorno prima con Roberto, che iniziò il progetto del giardino, poi con Barbara Sanseverino, che trasformerà questa residenza militare in un edificio signorile; importanti lavori di ristrutturazione, tra cui la trasformazione dei bastioni merlati in eleganti torri, chiamarono a corte famosi artisti ed architetti, tra i quali Ferdinando Galli Bibiena.
Venne costruito l'oratorio di San Liborio, la Longara, il Palazzo Bruciato (Villa ex Manfredi), la Torre delle Acque, l'Aranciaia, e l'Oratorio della Santissima Annunziata.
Con la morte di Antonio Farnese la linea dinastica si estinse e il ducato passò nelle mani di Carlo III Borbone, figlio del Re di Spagna Filippo V e dell'ultima discendente della famiglia Elisabetta Farnese. Scoppiata la guerra di successione polacca tra la Spagna e l'Austria, nel febbraio 1734 Carlo partì alla conquista delle Due Sicilie e vista la vicina presenza delle truppe imperiali austriache e quelle alleate franco-sarde, nel lasciare Parma, mise in sicurezza i suoi averi e dispose il trasferimento dei beni farnesiani a Genova in attesa di rientrare a Parma in momenti più favorevoli. La collezione venne definitivamente dirottata a Napoli successivamente ai trattati di pace che decretavano la rinuncia al titolo di Duca di Parma per diventare Re di Napoli. Il trasferimento delle opere venne completato tra il 1735 e il 1739. Furono inclusi in questo viaggio anche le gemme e la biblioteca farnesiana, portate nel palazzo reale di Napoli nel 1736.

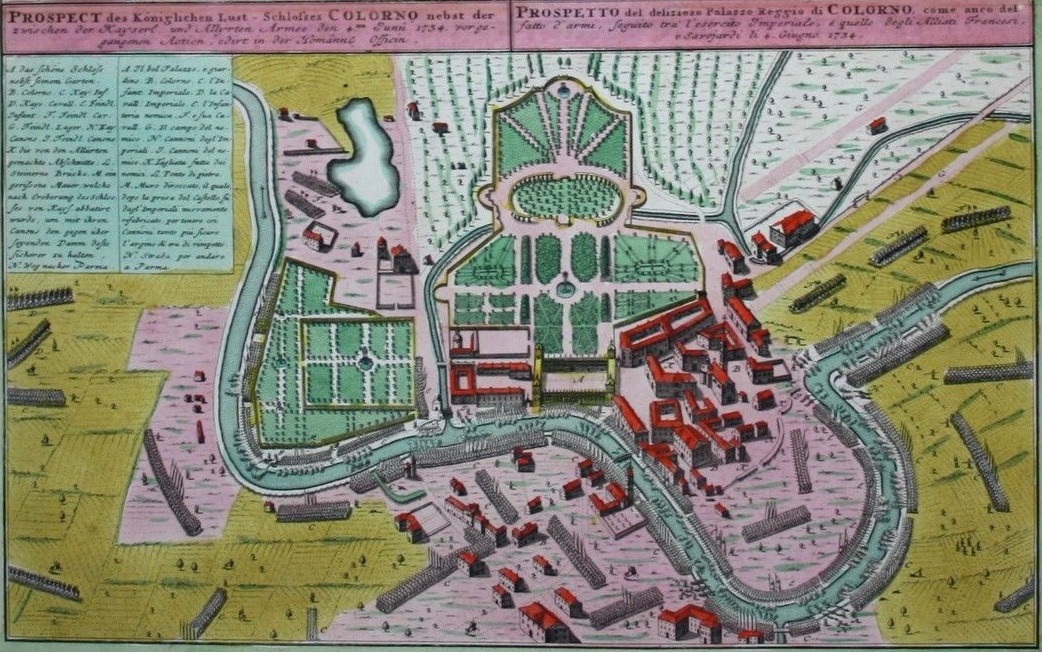
La battaglia di Colorno, in una stampa del 1740

In quello stesso anno Colorno fu al centro della battaglia nota come la Battaglia di Colorno, tra il fronte franco-piemontese e quello austriaco durante la guerra di successione polacca: l'esercito austriaco, forte di sessantamila uomini, si era spinto verso il Po, con il proposito di penetrare nei territori di Modena e di Parma per prendere i Franco-piemontesi alle spalle e costringerli alla ritirata. Il principe di Wurtemberg, trovandosi assente Mercy, ne aveva il comando, occupò di sorpresa Colorno, ma poco dopo fu costretto a ritirarsi dal sopraggiungere di Carlo Emanuele III.
Con Filippo di Borbone, secondogenito di Elisabetta Farnese, e poi con suo figlio Ferdinando, Colorno divenne "la Versailles dei Duchi di Parma", grazie anche all'intervento di artisti come Ennemond Alexandre Petitot.
Con Filippo di Borbone venne costruita la Venaria e nel 1756 venne sistemata la viabilità del paese nell'altra parte del ponte della Piazza. La politica laica del Du Tillot, suo fidato ministro, portò alla soppressione dell'ordine dei Gesuiti che però tornarono nel 1798, istituendo un noviziato nell'attiguo convento, che nel 1794 avrebbe dovuto ospitare l'ospedale San Mauro Abate ma che fu concesso alla congregazione che ebbe notevole influenza sulla corte.
Notevole fu l'impronta data invece da Ferdinando: a lui si deve la sistemazione della Piazza con la demolizione delle case verso il torrente, la costruzione del Ponte di San Giovanni, la ricostruzione delle chiese di San Liborio e di Santo Stefano, la costruzione del Casino e dell'Oratorio di Copermio, l'edificazione del Convento dei Domenicani.
Sulla chiesa di san Liborio un medaglione bronzeo recante la scritta Jhwh in lettere ebraiche ricorda la grande devozione del Duca che favorì la conversione degli ebrei che, a Colorno, avevano un loro ghetto ed una sinagoga a lato del duomo di Santa Margherita.
Alla morte di Ferdinando il Ducato di Parma, Piacenza e Guastalla venne annesso alla Francia e nel 1807 il Palazzo di Colorno fu dichiarato "Palazzo Imperiale". Dopo l'esilio di Napoleone il Congresso di Vienna assegnò il Ducato a Maria Luigia d'Austria, che pernottò a Colorno il 20 aprile 1816 prima di entrare come sovrana a Parma. Maria Luigia restaurò il Palazzo e trasformò il giardino. Alla sua morte (1847) tornarono i Borbone-Parma.
Il 4 dicembre 1849, viene istituita la Scuola Normale di Fanteria. La Scuola Ufficiali di Fanteria prima presente a Torino presso la Reggia di Colorno.
L'unificazione del Ducato al Regno d'Italia rappresentò l'inizio della decadenza del complesso monumentale del paese: arredi trasferiti o venduti, edifici pubblici ceduti a privati, boschi messi a coltivazione e la trasformazione del Palazzo e del Convento dei Domenicani in Ospedale Psichiatrico nel 1872.
Durante la Seconda guerra mondiale, il 20 marzo 1945, bombardieri anglo-americani attaccarono Colorno e nel raid aereo vennero colpite la ferrovia e i depositi di carburante nascosti nel parco della Reggia causando tre giovani vittime.
Negli ultimi vent'anni sono stati effettuati numerosi interventi di restauro: al Palazzo Ducale, alla chiesa di San Liborio, alla chiesa di Santo Stefano, alla chiesa di Santa Margherita, all'Aranciaia, al Mulino Ducale. Sono iniziati lavori all'Appartamento Nuovo di Ferdinando di Borbone, con il suo suggestivo osservatorio astronomico.
Il 24 febbraio 2021 con Decreto del Presidente della Repubblica Sergio Mattarella, Colorno assume il titolo di città.